# Ахматова у Модільяні
Ахматова у Модільяні — малюнок, котрий створив художник Амедео Модільяні 1911 року.

## Історія

Збірка віршів А. Ахматової 1912 р.

Перебування в Петербурзі, котрий давно став культурним і художнім центром Російської імперії, наблизило і Анну Ахматову до художників. Вона уславилась як молода поетеса непересічного обдарування. Батько, флотський інженер, заборонив їй використовувати родинне прізвище Горенко в літературних творах і вона вимушено обрала псевдонімом прізвище її бабці з боку матері.
Худорлява і гостро стилістична пані доби сецесії приваблювала художників. Ахматова отримувала дружню допомогу від знайомих художників з молодих років. Так, першу збірку її поезій «Вечір», видану 1912 року, прикрашали Сергій Городецький (зробив обкладинку), та Євген Лансере, що створив фронтиспис.
Її індивідуальний образ закарбували як російські, так і іноземні митці. Художниця Дела-Вос-Кардовська подала її тендітною і замріяною пані, далекою від реальності, в сонячному пейзажі. Іконою сучасного на той час стилю постала Ахматова в портреті пензля Натана Альтмана 1914 року.
Напередодні Першої світової війни Анна Ахматова відвідала Париж і несподівано познайомилась із молодим художником-італійцем Амедео Модільяні. Люди однієї дворянської культури і виховання, вони знайшли чимало спільного. Ахматова позувала художникові і отримала в подарунок чотирнадцять малюнків, котрі привезла в Петербург. Більшість із них загубились під час блокади. Зберігся той, де вона подана як уособлення чи то піфії, чи то сфінкса.

## Галерея

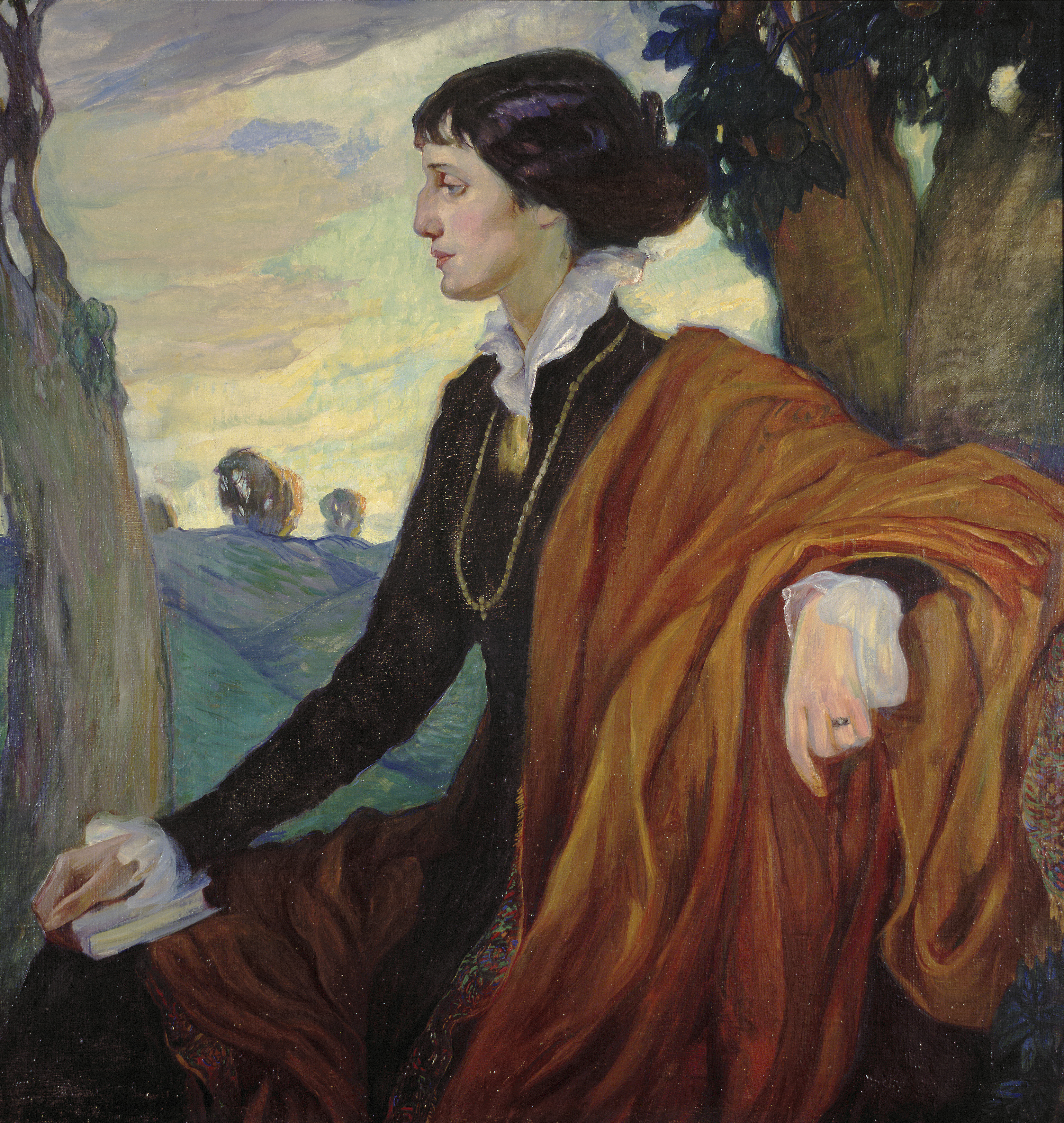
Портрет пензля Дела-Вос-Кардовської
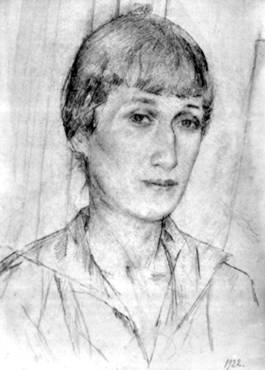
Ахматова на малюнку Петрова-Водкіна
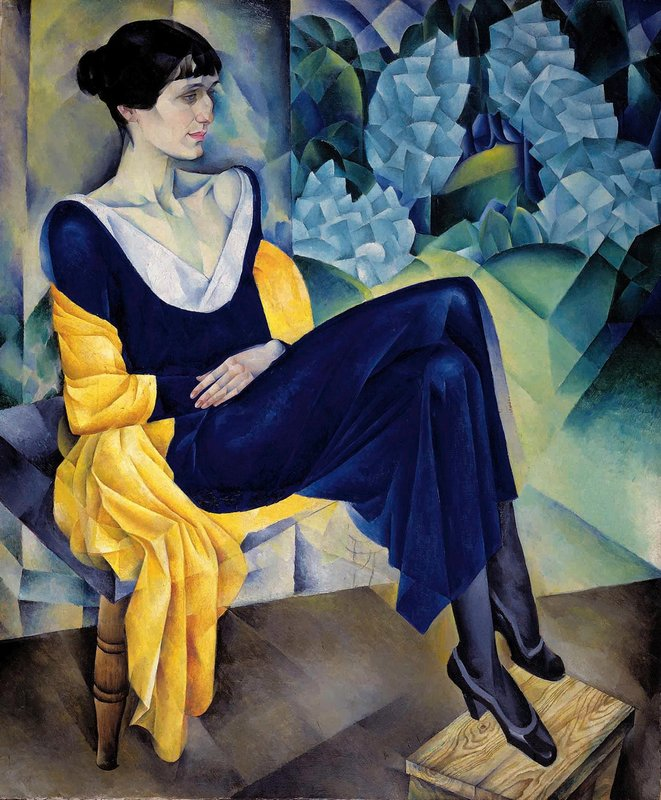
Портрет пензля Натана Альтмана